# 보른 좌표계
상대성 이론에서 보른 좌표계(영어: Born coordinate system)는 민코프스키 공간의 일부에 대하여 정의하는 좌표계다. 이 좌표계에서는 원운동을 하는 관찰자의 궤적을 간단히 기술할 수 있다. 막스 보른의 이름을 땄다.

## 정의
민코프스키 원통좌표계
{\displaystyle ds^{2}=-dt^{2}+dr^{2}+r^{2}\,d\Theta ^{2}+dz^{2}}
에서,
{\displaystyle \Theta =\theta +\omega t}
{\displaystyle d\Theta =d\theta +\omega \,dt}
로 치환하자. 여기서 {\displaystyle \omega }는 각속도의 단위를 가진, 임의의 상수다. 그렇다면 다음과 같은 계량 텐서를 얻는다.
{\displaystyle ds^{2}=-(1-r^{2}\omega ^{2})dt^{2}+dr^{2}+r^{2}\,d\theta ^{2}+2\omega r^{2}\,dt\,d\theta +dz^{2}}
이를 보른 좌표계라고 한다.
보른 좌표계에서, 각속도 {\displaystyle \omega }로 원운동하는 관찰자는 {\displaystyle \theta ={\text{const.}}}인 세계선을 따른다.
이 좌표계에서는 항상 {\displaystyle r<1/\omega }이다. 즉, 보른 좌표계는 민코프스키 공간에서 반지름이 {\displaystyle 1/\omega }인 원기둥 모양 부분공간 위에만 정의된다.

보른 좌표계. 붉은 선은 각속도 로 원운동하는 관찰자 의 세계선이고, 주황색 선은 광자의 세계선이다.

## 같이 보기
- 가속 좌표계